# Eurytoma punctatifossa
Eurytoma punctatifossa är en stekelart som beskrevs av Girault 1925. Eurytoma punctatifossa ingår i släktet Eurytoma och familjen kragglanssteklar. Inga underarter finns listade i Catalogue of Life.